# Sint Anthoniesluis (brug)
De Sint Anthoniesluis (brug 287) is een bouwkundig kunstwerk in Amsterdam-Centrum, Nieuwmarktbuurt. De brug vormt de verbinding tussen de Sint Antoniesbreestraat en de Jodenbreestraat.

## Geschiedenis
Er ligt hier al eeuwen een brug. Zij lag over het water tussen de Zeedijk (stadskant) en Sint Anthoniesdijk (buiten de stad). Om het achterland te beschermen werd ter plaatse een sluis gebouwd; de Sint Anthoniesluis, welke in 2019 een nieuwe naam kreeg: Sint Antoniessluishoogwaterkering. De oorspronkelijke sluis werd rond 1602 geplaatst, maar is al te zien op een kaart van Pieter Bast uit 1599. Op die kaart is ook al te zien dat over die sluis een brug is geplaatst; in dit geval een ophaalbrug. De positiebepaling is lastig omdat een blikvanger en oriëntatiepunt van de stad, de Zuiderkerk, nog niet is ingetekend, Ze volgt na 1608. Op successievelijke kaarten van Joan Blaeu (1649, Sint Anthonis Sluys) en Gerrit de Broen (1737) zijn brug en sluis te zien. De brug zou dan een basculebrug dan wel dubbele ophaalbrug zijn. Toen Andries Jager een foto publiceerde van rond 1870 is er een dubbele ophaalbrug te zien. Aangezien hier een tramlijn werd geprojecteerd voldeed een ophaalbrug niet meer, er kwam een liggerbrug rond 1876 voor de tramlijn tussen Professor Tulpplein en het latere Stationsplein.
Deze brug moest in 1930 grondig hersteld worden. Die brug hield het vol tot eind jaren zestig toen hier een brede verkeersbrug werd gebouwd volgens het "Wederopbouwplan Nieuwmarkt". Ze sloot voor wat betreft breedte goed aan op de Jodenbreestraat met haar nieuwe teruggetrokken rooilijn van het Maupoleum, opgeleverd in 1971. De Sint Antoniesbreestraat zou toen naar model jaren 50 verbreed worden tot snelweg richting de Prins Hendrikkade, maar daar zag men later vanaf. Toen het besluit viel, was de brug al gelegd. Het gevolg was een zeer brede brug die stadinwaarts slecht aansluit op de relatief nauwe Sint Antoniesbreestraat; het brugdek is bijna twee maal zo breed als een aansluitende straat. Een groot deel van de brug werd daarop een voetpad.
De bruggen werden nog ontworpen door de Publieke Werken, waarbij architect afdeling bruggen Dick Slebos verantwoordelijk was voor het ontwerp in samenwerking met de afdeling tunnelbouw ingenieur J. Bardet. Slebos' hand is terug te vinden in de spierwitte betonnen overspanning. De brug werd in 1968 en 1969 gebouwd. Op die overspanning staan als een soort anachronisme 19e-eeuwse  balustrades, gebaseerd op die van de oude brug, maar wel (her)ontworpen door Slebos.

## Kunst
Aan de annulering van de snelweg herinnert nog het beeld Grenspaal van Hans 't Mannetje. In 2006 werd in het trottoir  het kunstobject Pagaai van Christoph Fink verwerkt. De omgeving van de brug laat ook een mengeling zien van oude en nieuwe bouwstijlen. Zo staan er verdeeld over de vier windrichtingen het rijksmonument Goslerhuisje (oud), het Leprozenpoort (oud, overblijfsel van het Leprozenhuis), het Rembrandthuis (oud) en het Pentagon (modern).

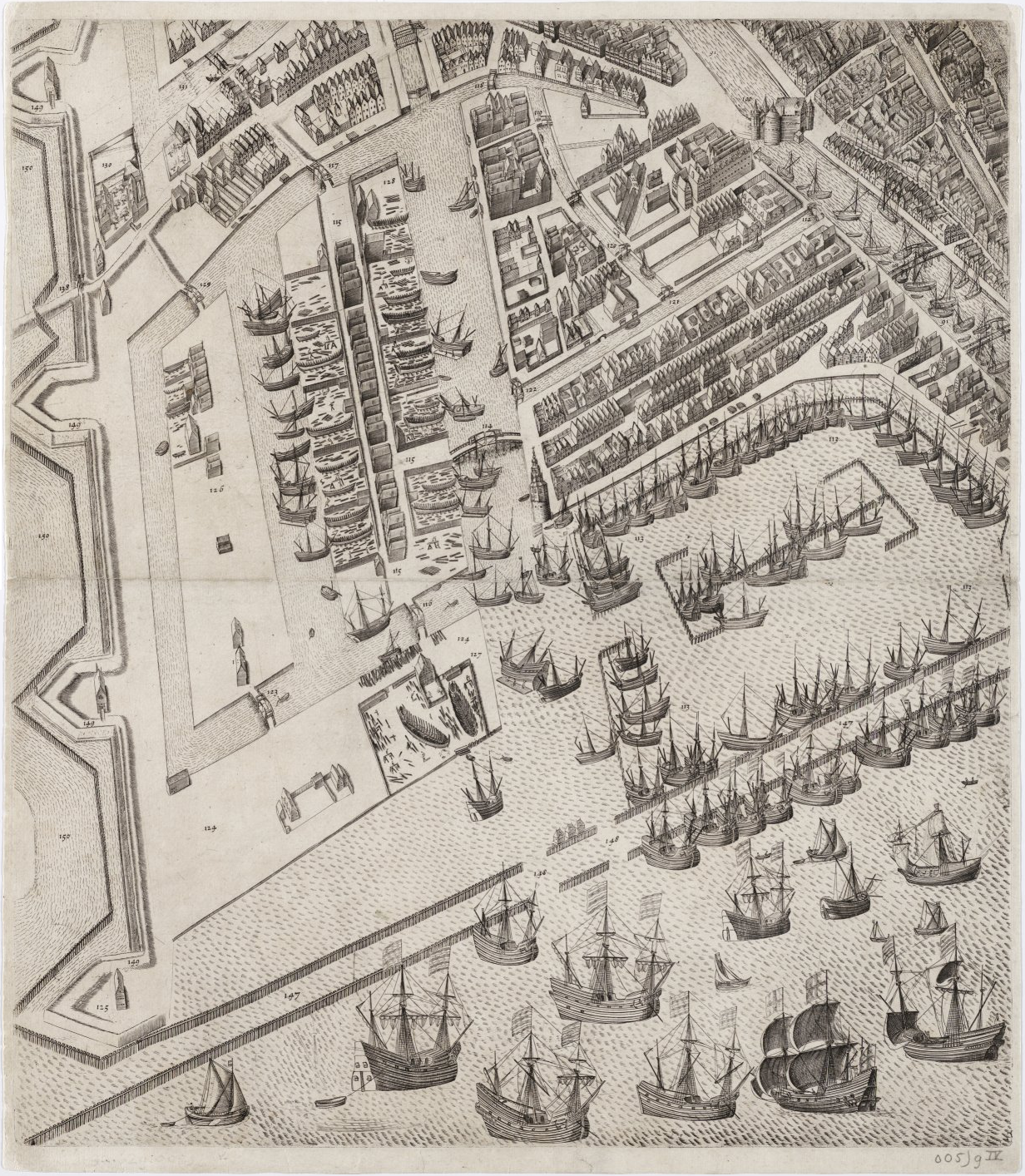
Kaart van Pieter Bast met brug en sluis midden boven tegen de kadrering aan
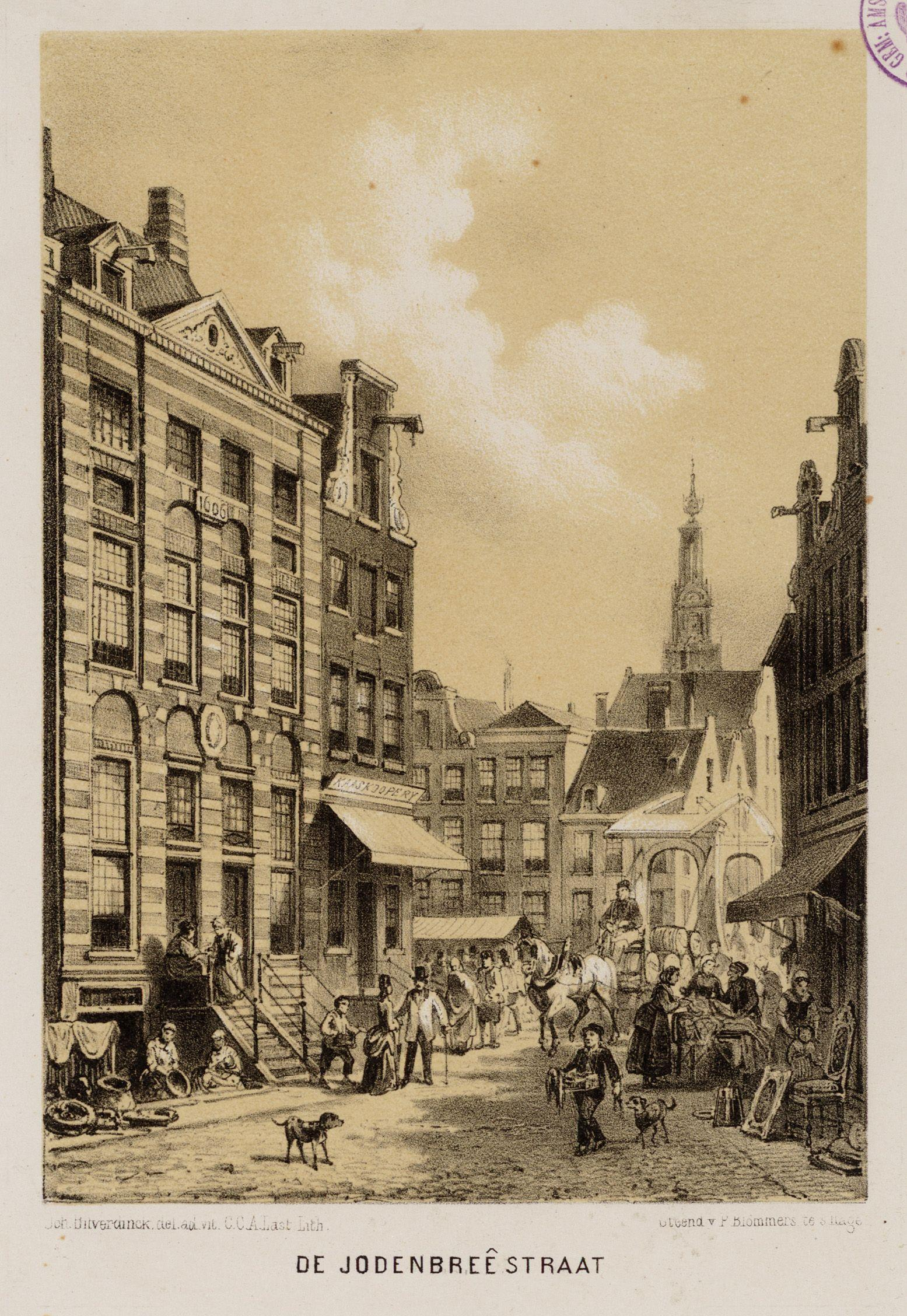
Dubbele ophaalbrug rond 1850 door Johannes Hilverdink
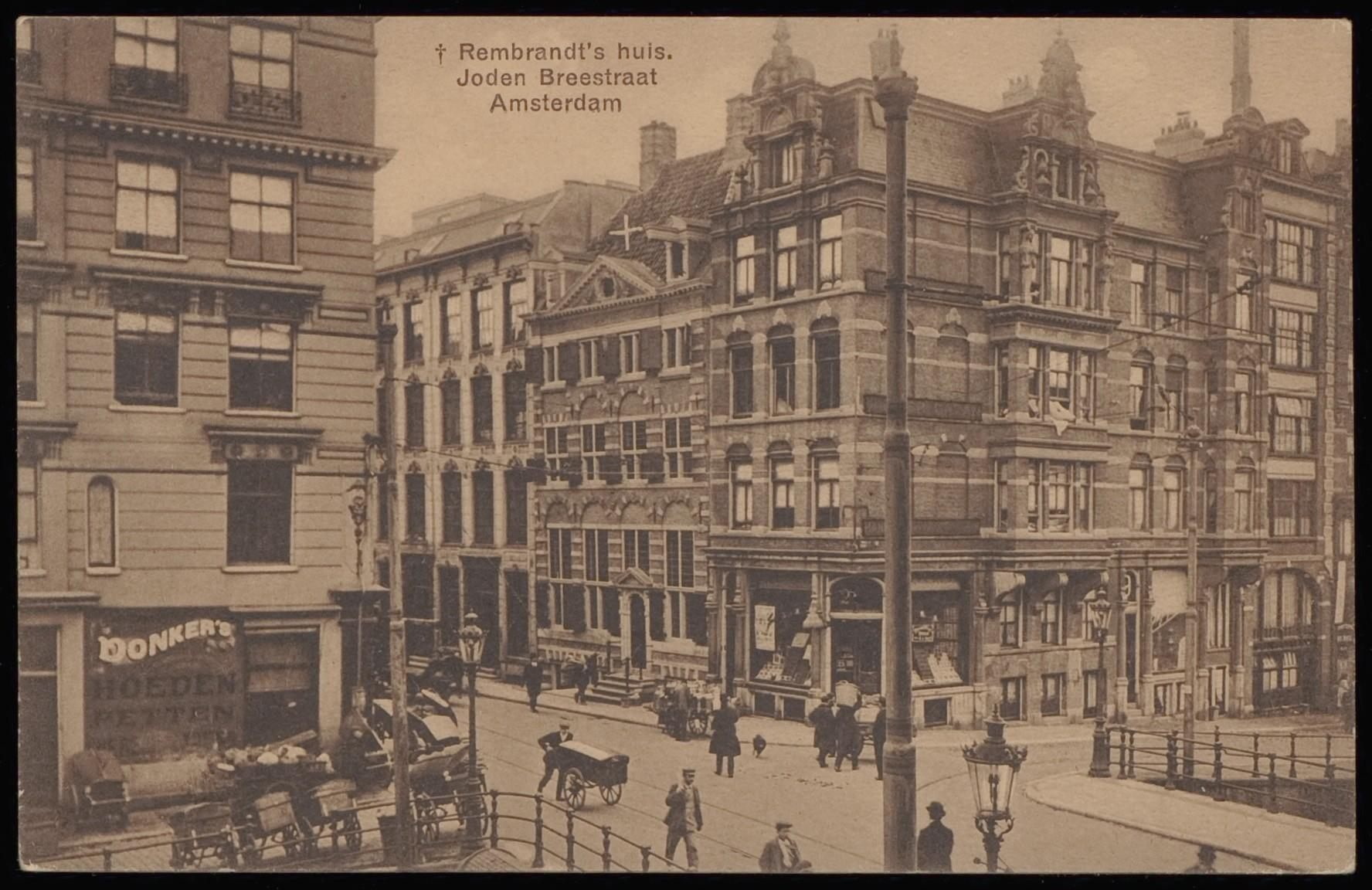
Op de voorgrond de brug in circa 1910 met tramrails; op de achtergrond het Rembrandthuis
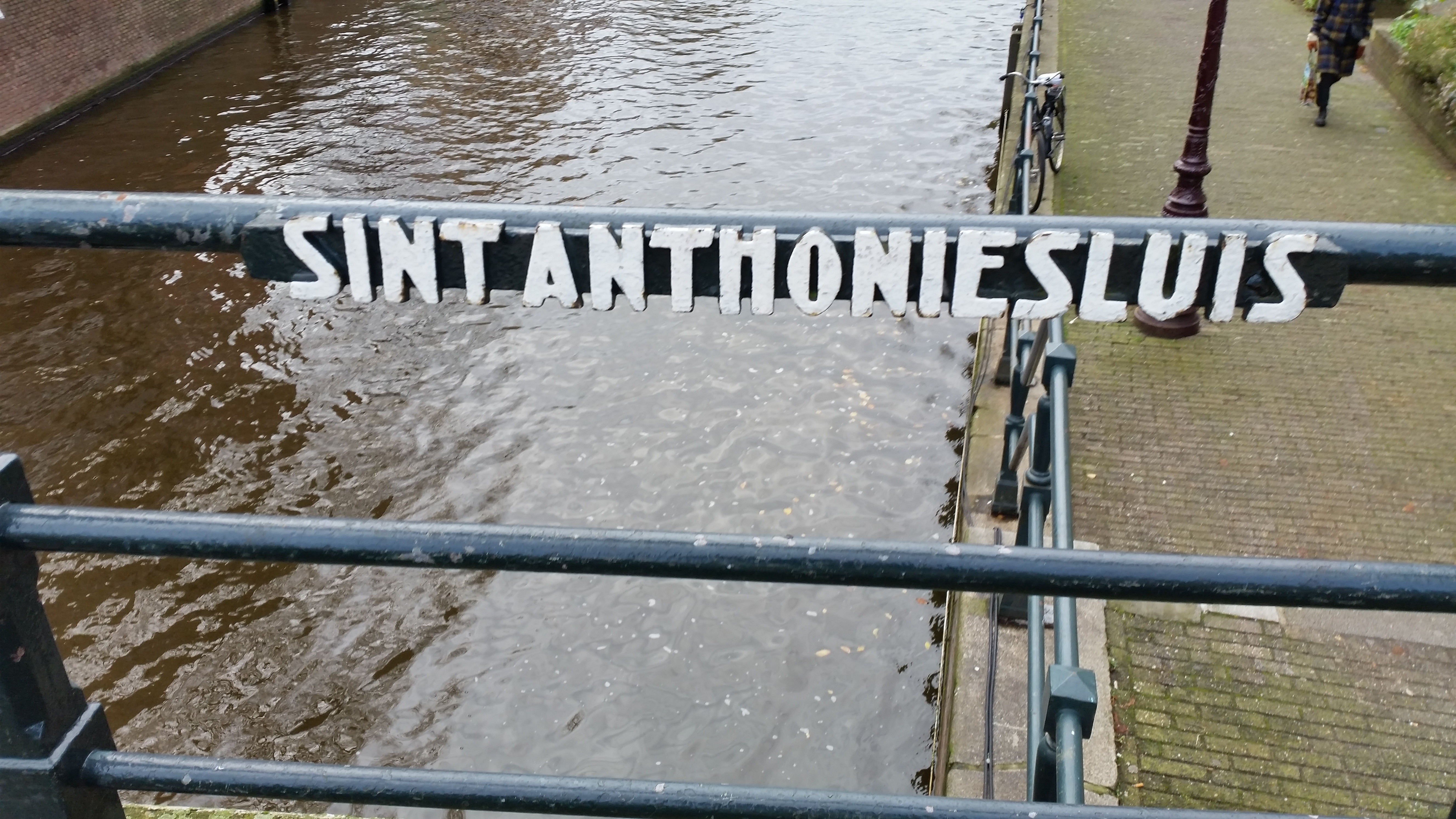
Naamplaat (november 2019)

<<< · 200 · 201 · 202 · 203 · 204 · 205 · 206 · 207 · 208 · 209 ·  210 · 211 · 212 · 213 · 214 · 215 · 216 · 217 · 218 · 220 · 221 · 222 · 223 · 224 · 225 · 226 · 227 · 228 · 228P · 229 · 230 · 231 · 232 · 233 · 234 · 235 · 236 · 237 · 238 · 239 ·  240 · 241 · 242 · 243 · 244 · 245 · 246 · 247 · 248 · 249 ·  250 · 251 · 252 · 253 · 254 · 255 · 256 · 257 · 258 · 259 · 260 · 261 · 262 · 263 · 264 · 265 · 266 · 267 · 270 · 271 · 272 · 273 · 274 · 275 · 277 · 278 · 279 · 280 · 281 · 283 · 285 · 286 · 287 · 288 · 289 · 290 · 291 · 292 · 293 · 295 · 296 · 297 · 298 · 299 · >>>
Brugnummers 219, 268, 269, 276, 282, 284, 294 zijn niet (meer) in omloop.